# Psicosis (película de 1998)
Psicosis (en inglés: Psycho) es una película estadounidense de terror psicológico de 1998 producida y dirigida por Gus Van Sant y protagonizada por Vince Vaughn, Julianne Moore, Viggo Mortensen, William H. Macy y Anne Heche. Es una nueva versión de la película homónima de Alfred Hitchcock de 1960, en la que una ladrona llega a un viejo motel regentado por un hombre misterioso llamado Norman Bates; ambas películas están adaptadas de la novela de 1959 de Robert Bloch.
Aunque filmada en color y ambientada en 1998, la película está más cerca de un recuento plano por plano que la mayoría de los remakes, y a menudo copia los movimientos de cámara y la edición de Hitchcock, incluido el guion original de Joseph Stefano. También se reutiliza la partitura musical de Bernard Herrmann, aunque con un nuevo arreglo de Danny Elfman y Steve Bartek, grabado en stereo. Se introducen algunos cambios para tener en cuenta los avances tecnológicos desde la película original y hacer el contenido más explícito. Las escenas de asesinatos de la película también están intercaladas con imágenes surrealistas.
Psicosis fue un fracaso de taquilla y varios críticos criticaron sus similitudes con la cinta original. Ganó los Premios Golden Raspberry a peor remake y peor director, y estuvo nominada a peor actriz (Heche). Sin embargo, obtuvo dos candidaturas a los Premios Saturn a la mejor actriz (Heche) y al mejor guion (Stefano).

## Argumento
Durante una cita el viernes por la tarde en un hotel de Phoenix, la secretaria de una empresa inmobiliaria, Marion Crane, y su novio Sam Loomis discuten la imposibilidad de casarse debido a sus deudas. Al regresar al trabajo, decide robar un pago en efectivo de 400 000 dólares que le habían confiado para depositarlo en el banco. En el camino hacia la casa de Sam en Fairvale, California, cambia apresuradamente su automóvil, lo que despierta sospechas.
Al encontrarse con mal tiempo, Marion se detiene a pasar la noche en el Motel Bates y usa un alias. El propietario Norman Bates la invita a cenar con él. Después de regresar a su casa en lo alto de una colina con vista al hotel, Marion lo escucha discutiendo con su madre Norma sobre su presencia. Norman regresa y se disculpa por los arrebatos de su madre. Habla de su afición por la taxidermia, de la «enfermedad» de su madre y de cómo la gente tiene su propia «trampa privada» de la que desea escapar. Marion, arrepentida por su crimen, decide devolver el dinero robado, sin saber que Norman, excitado, la está mirando a través de un agujero en la pared. Mientras se ducha, una figura oscura la mata brutalmente a puñaladas. Horrorizado al encontrar el cadáver de Marion, Norman coloca su cuerpo y el dinero escondido en su auto y lo hunde en un pantano cercano.
Lila, la hermana de Marion, llega una semana después y le cuenta a Sam sobre el robo. El investigador privado Milton Arbogast dice que lo contrataron para recuperar el dinero. Interroga a Norman y lo encuentra sospechoso; cuando pide hablar con su madre, Norman se niega. Arbogast entra a la casa de los Bates, donde una figura parecida a una anciana lo apuñala fatalmente.
Al no escuchar noticias de Arbogast, Sam y Lila sienten curiosidad por el Motel Bates, la última parada de Arbogast. Al Chambers, el alguacil local, les dice que la madre de Norman murió en un asesinato-suicidio diez años antes. Convencidos de que algo le pasó a Arbogast, Lila y Sam se registran en el Motel Bates haciéndose pasar por una pareja casada y se infiltran en la habitación de Marion, encontrando que falta una cortina de baño y un papel que indica que Marion restó una cantidad de su pago en efectivo. Sam distrae a Norman en la oficina, mientras Lila se cuela en su casa. Norman se agita y deja a Sam inconsciente. Lila se esconde en el sótano, donde descubre el cuerpo momificado de la madre. Norman, vestido con la ropa de su madre y una peluca, intenta apuñalarla pero Sam lo reduce.
En la comisaría, el psiquiatra Simon Richmond explica que Norman asesinó celosamente a Norma y a su amante envenenándolos con estricnina diez años antes. Momificó su cadáver y comenzó a tratarlo como si todavía estuviera viva, llegando incluso a recrearla en su mente como una personalidad alternativa, tan celosa y posesiva como lo era en vida. Cuando Norman se siente atraído por una mujer, «Madre» toma el control: había asesinado a otras dos mujeres antes que a Marion, y Arbogast fue asesinado para ocultar el crimen de «su madre». «Madre» ahora se ha apoderado completamente de la personalidad de Norman. Sentado en una celda de la cárcel, Norman escucha a su madre decir que los asesinatos fueron obra suya, mientras recuperan el auto de Marion del pantano.

## Reparto
- Vince Vaughn como Norman Bates.
- Anne Heche como Marion Crane.
- Julianne Moore como Lila Crane.
- Viggo Mortensen como Sam Loomis.
- William H. Macy como el Detective Milton Arbogast.
- Robert Forster como el Dr. Simon Richmond.
- Philip Baker Hall como el alguacil Al Chambers.
- Anne Haney como Eliza Chambers.
- Rance Howard como George Lowery.
- Chad Everett como Tom Cassidy.
- Rita Wilson como Caroline.
- James Remar como patrullero de carretera.
- James LeGros como Charlie.
- Mike «Flea» Balzary como Bob Summerfield.
- Rose Marie como la voz de Norma Bates (sin acreditar).

## Producción

### Desarrollo
El director Gus Van Sant era un admirador de Psicosis (1960) de Alfred Hitchcock y, mientras era estudiante de cine, filmó un comercial de parodia para una marca ficticia de «Psycho Shampoo», que presentaba una recreación de la secuencia del asesinato en la ducha de la película de 1960. Tras la recepción positiva del filme independiente Drugstore Cowboy, Van Sant se reunió con los ejecutivos de Universal Pictures en 1989, quienes le propusieron realizar una nueva versión moderna de alguna cinta de cine B. Sin embargo, la idea de Van Sant era filmar Psicosis sin aplicar ningún cambio, una idea que los ejecutivos rechazaron.
Después del lanzamiento del éxito financiero Good Will Hunting (1997), Universal Pictures acordó optar por su propuesta para una nueva versión de Psicosis. La propuesta de Van Sant era rehacer el filme plano por plano, lo que Casey Silver, entonces jefe de producción de Universal Pictures, consideró «una idea muy extraña. La idea de rehacer un clásico como Psicosis simplemente parecía un negocio peligroso para entrar». Cuando se le preguntó por qué quería rehacer la película de esta manera, Van Sant respondió: «¿Por qué no? Es un plan de marketing. ¿Por qué un estudio rehace una película? Porque tienen esta pequeña cosa que han olvidado y que podrían poner en práctica en el mercado y ganar dinero». El guionista original de Psicosis, Joseph Stefano, fue contratado para realizar ajustes menores en el guion.

### Casting
Para el papel de Norman Bates se tuvieron en cuenta varios actores, entre ellos Tobey Maguire, Christian Bale, Joaquin Phoenix, Henry Thomas, Robert Sean Leonard y Jeremy Davies. Según Van Sant, Vince Vaughn causó una fuerte impresión durante el proceso de selección del elenco debido a su apariencia. Fue «algo profundo» en su mirada lo que lo convenció de elegirlo para el papel de Bates. Además, el hecho de que Vaughn no se asemejara físicamente a Anthony Perkins, el actor original que interpretó al personaje en la versión de 1960, también fue un factor determinante en su decisión de casting. El director explicó que Vaughn le resultaba una «persona misteriosa» y le «daba un poco de miedo». Por otro lado, Vaughn expresó que no fue tanto el personaje de Bates lo que lo atrajo al proyecto, sino que aceptó la propuesta ante la posibilidad de trabajar bajo la dirección de Van Sant. La admiración que sentía por el trabajo de Van Sant —especialmente por Drugstore Cowboy— era tal que, según sus palabras, estaba dispuesto a participar en cualquier proyecto dirigido por él.
En un principio estaba previsto que Nicole Kidman interpretara a Marion Crane, pero se vio obligada a dejar el proyecto por falta de disponibilidad en su agenda. Laura Linney y Drew Barrymore también fueron tenidas en cuenta para el papel antes de que finalmente se eligiera a Anne Heche. Heche no había visto la cinta original y consiguió una copia el día antes de reunirse con Van Sant. Cuando el directort le preguntó cómo veía a su personaje en Psicosis, ella respondió: «metafóricamente hablando se ha convertido en uno de los pájaros disecados de Norman Bates». La respuesta convenció a Van Sant, quien decidió contratarla para protagonizar la película con Vaughn. Heche trabajó con el estilista de cabello y el equipo de maquillaje para crear un peinado corto con mechones que recordaran a un pájaro, con un maquillaje suave para dar una sensación de delicadeza. La actriz recordó que, tras haber trabajado previamente con Vaughn en Return to Paradise, ya existía una relación de amistad entre ambos, lo que facilitó su colaboración sin tener que superar la etapa de conocerse.
Aunque no era un admirador del cine de Hitchcock, William H. Macy aceptó el papel en el remake de Psicosis debido a la oportunidad de trabajar con Van Sant. En sus propias palabras: «Cuando llama, le dices que sí. Y luego averiguas de lo que está hablando». El actor recordó, refiriéndose a la adaptación fiel de la película de Hitchcock, que «todos pensaban que Gus iba a sacar un conejo de la galera, pero no había conejo en la galera».

### Filmación

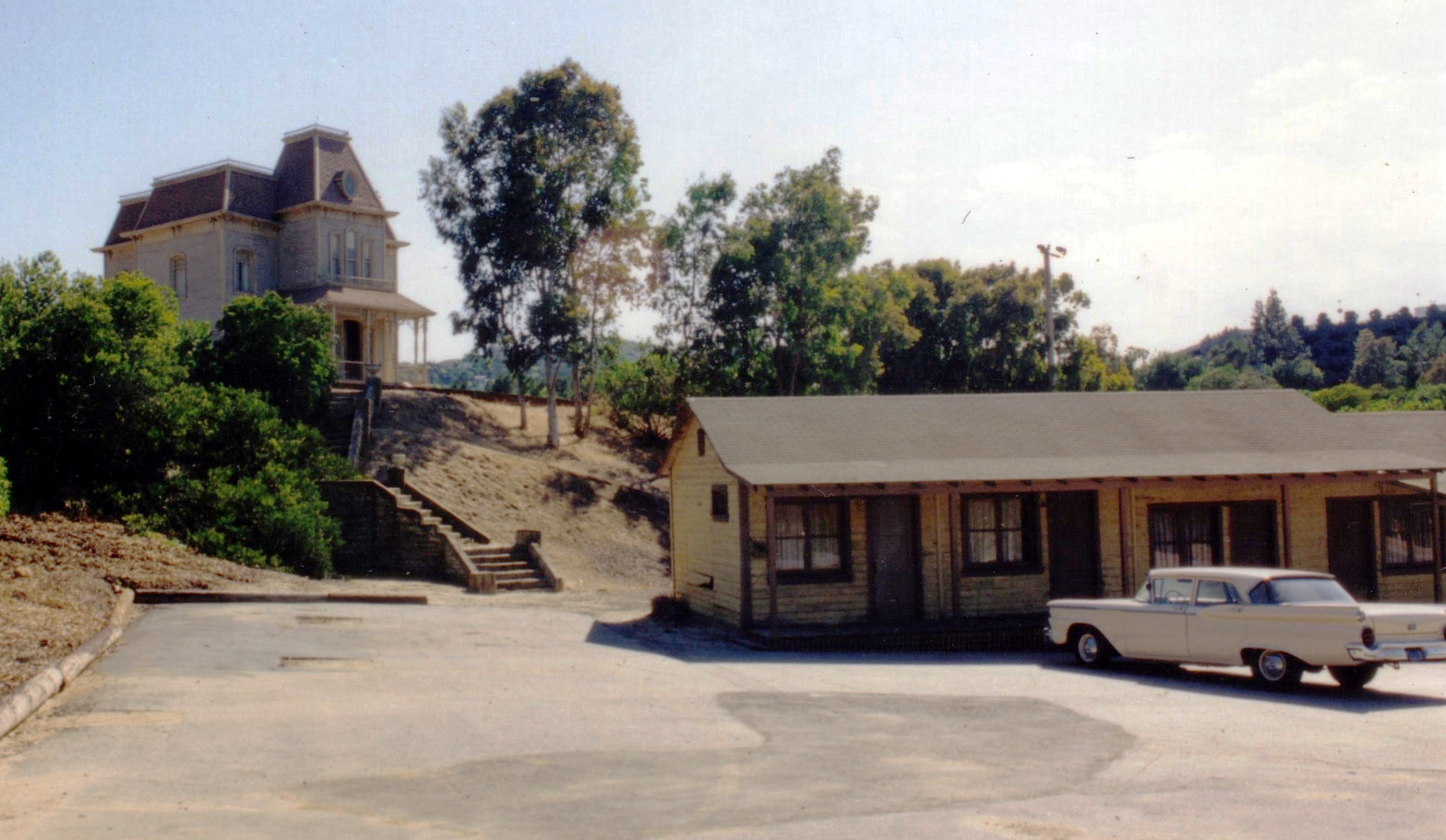
El motel de Norman Bates (Universal Studios).

El rodaje de Psicosis se llevó a cabo del 6 de julio al 26 de agosto de 1998, principalmente en los estudios de Universal Studios Hollywood en Los Ángeles, con rodajes adicionales en exteriores en Phoenix, incluyendo el Hotel Westward Ho. Cuando Van Sant se preparaba para iniciar el rodaje en el nuevo set de la casa Bates, su equipo de producción organizó un ritual de feng shui con el fin de ahuyentar posibles espíritus malignos vinculados al legado de Hitchcock en el lote de Universal Studios. La ceremonia fue dirigida por un maestro de kung fu y sus discípulos, quienes realizaron una danza del león, con vestimenta tradicional, frente a un altar de estilo chino. El acto finalizó con una explosión de fuegos artificiales como parte del ritual.
| Es más una réplica que un remake. Es casi como si estuviéramos haciendo una falsificación. Como si estuviéramos haciendo una copia de la Mona Lisa o del David. — Gus Van Sant |

Van Sant tenía la idea de rehacer la película completamente plano a plano, afirmando que él y su equipo al principio estaban obsesionados con hacerla exactamente igual, pero al principio del rodaje se dieron cuenta de que era inviable: «Hubo un par de escenas que no logramos pulir. No veíamos cómo Hitchcock hacía el bloqueo, dónde se suponía que la gente debía estar de pie en relación con la cámara. Así que lo único que pudimos hacer fue basarnos vagamente en la original». El director explicó que, en cierto modo, Psicosis era una película experimental y un intento de seguir cada paso que dio Hitchcock y terminar en un lugar diferente. Van Sant afirmó que su intención era «ver qué pasa» y comparó el deseo humano de explorar lo desconocido con la crítica que recibió Cristóbal Colón por su travesía al oeste, destacando cómo la curiosidad impulsa a desafiar lo «incorrecto» y descubrir lo desconocido, a pesar de las críticas.
La producción utilizó el Motel Bates, pero construyó una fachada por delante de la casa original. La diseñadora de vestuario, Beatrix Aruna Pasztor, inicialmente pensó que la película sería de época, por lo que adquirió ropa de época para el elenco, que de todas formas se utilizó en la película. Además, el cuchillo de cocina utilizado en la película fue proporcionado por el director John Woo, conocido por su trabajo en el cine de acción. Como la película se rodó en color, se utilizó sangre falsa durante la famosa escena del asesinato en la ducha, en lugar de sirope de chocolate como se había hecho en la película original. A Van Sant le tomó tres días filmar dicha escena —a Hitchcock le había tomado cinco— y desde un principio Heche decidió que no utilizaría un doble. La montadora Amy E. Duddleston recordó que, inicialmente, la escena de la ducha resultó «bizarramente lenta» y menos impactante que la escena original en blanco y negro; fue por esta razón que los realizadores introdujeron metraje adicional. Rick Baker fue uno de los tres responsables del diseño del maniquí de la madre de Bates. El diseñador de títulos, Pablo Ferro, adaptó la secuencia de apertura creada por Saul Bass, modificando los nombres y el esquema de colores.
Si bien Vince Vaughn expresó su respeto por el legado de Perkins, mencionó que aportó parte de sí mismo al personaje. El actor aclaró que no buscaba hacer cambios solo por el hecho de diferenciarse e incluyó algunos elementos que imitaron exactamente la actuación de Perkins, como una especie de homenaje a su interpretación original. Con respecto a las escenas en las que el papel le exigió replicar de manera precisa los movimientos y gestos de Perkins, Vaughn destacó que nunca antes había trabajado desde ese enfoque, ya que su formación principal se centra en la improvisación. Para Vaughn, esta experiencia fue significativa, ya que le permitió explorar una parte diferente de su capacidad actoral, un contraste con su estilo habitual, en el que prefiere improvisar y adaptarse al momento. Julianne Moore eligió intencionalmente retratar a Lila Crane como una personalidad más agresiva, en contraste con la interpretación de Vera Miles, y modificó sus diálogos y escenas. Por su parte, William H. Macy optó por mantenerse fiel a la interpretación de su personaje en la película de 1960 y estuvo conforme con su actuación; sin embargo, opinó que el director «debería haber arreglado las partes que no estaban bien, pero estaba haciendo una copia completamente fiel, y no sé si eso fue algo bueno».

### Diferencias con la película de 1960
Aunque casi en su totalidad es una nueva versión toma por toma de la original, la película presenta ligeras diferencias visuales, pequeños detalles de la trama y la interpretación de los personajes por parte de los actores. Van Sant actualizó varios elementos del guion, incluyendo la ambientación de la película en el año 1998 contemporáneo y el ajuste de las referencias al dinero que resultarían anacrónicas en un contexto actual. Debido a la inflación, la cantidad estipulada de dinero robado en la película original se ajustó de 40 000 dólares —equivalente a 181 000 dólares en 1998— a 400 000 dólares.
Mientras que la película de 1960 presenta pocas escenas de sangre en sus asesinatos, la versión de Van Sant presenta una violencia más explícita, especialmente durante la escena del asesinato de Marion Crane en la ducha: se ve sangre corriendo por los azulejos de la ducha, así como puñaladas visibles en la espalda de Crane mientras se desploma en la bañera. También muestra las nalgas del personaje de Marion al morir, un aspecto eliminado de la película original.
Durante la escena en la que Norman Bates espía a Marion a través de una mirilla mientras se desnuda, se hace explícito que Bates se masturba mediante el uso de efectos de sonido, así como la actuación de Vaughn, lo que sugiere que el encuentro voyeurista de Bates termina con un orgasmo; en la película de 1960, la secuencia consiste simplemente en la observación de Bates, sin ninguna sugerencia de que se esté masturbando.
Van Sant también empleó varias imágenes subliminales surrealistas que se incluyeron en las secuencias de asesinatos, que representan fragmentos de memoria que destellan ante los ojos de los personajes al morir.

## Música
Danny Elfman y Steve Bartek reorquestaron la banda sonora de Bernard Herrmann. El compositor Wayne Horvitz contribuyó con diseño de sonido adicional y un dúo en los créditos finales junto al guitarrista Bill Frisell, que presenta variaciones sobre los temas de Herrmann.  La banda sonora de la película, Psycho: Music from and Inspired by the Motion Picture, incluyó las regrabaciones de Elfman y Bartek, junto con una colección de canciones de géneros que van desde el country hasta el drum and bass, conectadas principalmente por títulos que contienen la palabra «psycho» u otras palabras relacionadas con la muerte o la locura. Muchas de las canciones que se grabaron específicamente para la banda sonora incluían un sampling de la música de Herrmann compuesta por Elfman. El álbum se editó el 1 de diciembre de 1998 por Geffen Records.
| Psycho: Music from and Inspired by the Motion Picture |                      |                      |                                          |          |  |
| N.º                                                   | Título               | Música               | Escritor(es)                             | Duración |  |
| 1.                                                    | «Prelude»            | Danny Elfman         | Bernard Herrmann                         | 2:06     |  |
| 2.                                                    | «Living Dead Girl»   | Rob Zombie           | Rob Zombie, Scott Humphrey               | 3:21     |  |
| 3.                                                    | «Once Is Not Enough» | Howie B              | Howie B                                  | 3:20     |  |
| 4.                                                    | «Psycho»             | Teddy Thompson       | Leon Payne                               | 4:27     |  |
| 5.                                                    | «Screaming»          | Pet Shop Boys        | Neil Tennant, Chris Lowe, Tom Stephan    | 4:54     |  |
| 6.                                                    | «Psycho Future»      | Girls Against Boys   | GVSB                                     | 3:31     |  |
| 7.                                                    | «Honeymoon Suite»    | Thievery Corporation | Rob Garza, Eric Hilton                   | 4:17     |  |
| 8.                                                    | «The Murder»         | Danny Elfman         | Bernard Herrmann                         | 1:00     |  |
| 9.                                                    | «Madhouse»           | Mono                 | Martin Virgo                             | 5:25     |  |
| 10.                                                   | «Psycho Killer»      | James Hall           | David Byrne, Tina Weymouth, Chris Frantz | 3:19     |  |
| 11.                                                   | «All of My Life»     | Steve Earle          | Steve Earle                              | 3:26     |  |
| 12.                                                   | «Fly»                | Lamb                 | Andy Barlow, Louise Rhodes               | 5:14     |  |
| 13.                                                   | «In the End»         | Lionrock             | Justin Robertson, Roger Lyons            | 3:41     |  |
| 14.                                                   | «The Finale»         | Danny Elfman         | Bernard Herrmann                         | 1:25     |  |

## Recepción

### Taquilla
El costo de producción fue estimado entre 20 millones y 25 millones de dólares. Psicosis se estrenó en cines en los Estados Unidos el 4 de diciembre de 1998 en 2477 salas, ubicándose en el segundo lugar en la taquilla nacional por debajo de Bichos: Una aventura en miniatura con una recaudación de fin de semana de 10 031 850 dólares. Recaudó un total de 37 141 130 dólares en la taquilla mundial, incluyendo 21 456 130 dólares en el mercado dómestico. Van Sant declaró que los productores «alcanzaron el punto de equilibrio» financieramente.

### Crítica
En Rotten Tomatoes, Psicosis tiene un índice de aprobación del 41 % según 79 reseñas, con una calificación promedio de 5,30/10. El consenso de críticos del sitio web dice: «La inútil nueva versión de Van Sant no mejora ni ilumina la original de Hitchcock». En Metacritic, la película tiene una puntuación promedio ponderada de 47 sobre 100, basada en 23 críticas, lo que indica «críticas mixtas o promedio». El público encuestado por CinemaScore le dio a la película una calificación promedio de «C-» en una escala de A+ a F.
El crítico Roger Ebert, quien le dio a la película una estrella y media sobre cuatro, consideró que Vaughn no fue el elegido para el papel, incapaz de capturar la «fuente secreta de la locura» en el personaje de Norman Bates, y que Heche sobreactuó. Ebert escribió que la película «es un experimento invaluable en la teoría del cine, porque demuestra que un remake plano a plano es inútil; el genio aparentemente reside entre o debajo de los planos, o en una química incalculable». Janet Maslin opinó que es un «remake ingenioso y atractivo (un término modesto, pero que supera al plagio) que revitaliza astutamente los aspectos de la verdadera Psicosis (1960) que sigue con mayor fidelidad, pero rara vez se aparta seria o exitosamente de uno de los modelos más brillantes del cine». Señaló que la «ausencia de algo parecido a la sensacional actuación de Anthony Perkins con esa presencia vital como la de un pájaro y su manera furtiva de usar un doble sentido ("El mejor amigo de un niño es su madre") es la mayor debilidad de la nueva película».
La Movie Guide de Leonard Maltin calificó la película como un fracaso, en comparación con las cuatro estrellas que le dio a la original. La describió como un «remake lento, forzado y completamente inútil, escena por escena, del clásico de Hitchcock (con algunos toques nuevos y extraños que empañan su afirmación de ser una réplica exacta)». Finalmente, la calificó como "«un insulto, más que un homenaje, a una película emblemática... Lo que prometía ser la respuesta de Drugstore Cowboy a Hitchcock es más bien la respuesta de Hitchcock a Even Cowgirls Get the Blues». La crítica literaria Camille Paglia comentó que la única razón para verla era «ver cómo asesinaban a Anne Heche» y que «debería haber sido una obra y un acontecimiento mucho más importante de lo que fue».
Jonathan Romney, de The Guardian, defendió la película, escribiendo: «De alguna manera, Van Sant ha logrado convertir un proyecto de estudio de gran presupuesto en una pieza de arte conceptual, una investigación provocadora sobre la naturaleza de la originalidad cinematográfica. No es el "Psicosis queer" completo que predijeron los seguidores de Van Sant, pero es un acto drag extraordinario».

#### Valoración posterior
En un artículo publicado en 2021, la revista MEL defendió el filme, argumentando que «no está ni cerca de ser el desastre que los espectadores y críticos contemporáneos hicieron creer». Se destacó que, bajo la dirección de fotografía de Christopher Doyle, la película «hace un excelente uso de la luz, el color y las imágenes sangrientas de una manera que su predecesora en blanco y negro no pudo». En 2022, la revista Far Out incluyó Psicosis entre «las películas más polarizantes». En su análisis, el crítico Arun Starkey sostuvo que el remake de Van Sant presenta un enfoque «más vanguardista y contemporáneo». Starkey argumentó que los montajes surrealistas introducidos en las secuencias de asesinato generan una «sensación de pesadilla» que supera las escenas originales de la película de Hitchcock. Además, destacó la contribución de Elfman y Bartek en la banda sonora, así como la interpretación de Vaughn, quien, según el crítico, infunde al personaje de Norman Bates un «estilo desquiciado» característico de la generación X. Este enfoque, que retoma los elementos freudianos presentes tanto en la adaptación cinematográfica de Hitchcock como en la novela de Robert Bloch de 1959, es reinterpretado para hacerlos más inquietantes mediante la incorporación de temáticas relacionadas con la era digital y el conocimiento sombrío asociado a esta.
En ocasión del aniversario número quince, el Dallas Observer publicó sobre las diferencias del remake con la cinta original: «Me gustan algunos de estos toques de distinción (y me encanta que los créditos finales incluyan una nueva escena de las autoridades dragando el pantano)». No obstante, se lamentó de que «cada paso que se aleja del modelo de Hitchcock es un paso que se aleja de la audaz idea detrás del remake. Si Van Sant iba a llegar tan lejos duplicando el original, es una pena que no lo intentara hasta el final». El artículo concluyó: «Los experimentos no siempre tienen que funcionar para que valga la pena hacerlos». En 2024, Rolling Stone consideró innecesaria la versión de Van Sant y la colocó en el número cuatro de su lista de «50 películas terribles de grandes directores». La revista indicó: «Puedes repintar Los girasoles de Vincent van Gogh por diversión. Pero ningún museo de arte lo va a exhibir».

### Premios y nominaciones
En la 19.ª edición de los premios Golden Raspberry, la película recibió dos premios, por peor remake o secuela y peor director para Gus Van Sant, mientras que Anne Heche fue nominada a peor actriz, donde perdió el trofeo ante las Spice Girls por Spice World. Por el contrario, en la 25.ª edición de los Premios Saturn, Heche fue nominada a mejor actriz de reparto y Stefano a mejor guion.

## Formato casero
Universal Pictures Home Entertainment lanzó Psicosis en VHS y un DVD de edición coleccionable el 8 de junio de 1999. En junio de 2017, Shout! Factory lanzó la película en Blu-ray por primera vez, que presentó un nuevo comentario de audio, así como los materiales adicionales incluidos en la edición del DVD de Universal de 1999.

## Legado
Varios críticos y escritores vieron la versión de Van Sant como un experimento de hacer un remake plano por plano.
El guionista Joseph Stefano, que escribió el guion original que se usó para la nueva versión, opinó que, aunque tenía los mismos diálogos, Anne Heche interpreta a Marion Crane como un personaje completamente diferente.
Incluso Van Sant admitió más tarde que se trataba de un experimento que demostraba que nadie puede copiar una película exactamente igual que el original. Una visión favorable hacia la película provino de un artículo retrospectivo de LA Weekly publicado en 2013, en el que se afirmó que fue malinterpretada como una cinta con motivos comerciales cuando en realidad era un experimento y esta fue la razón de la mala recepción. El crítico concluyó que «los experimentos no siempre tienen que funcionar para que valga la pena realizarlos».
Aunque la recepción general de la película fue poco favorable, recibió la aprobación de Pat, la hija de Hitchcock, quien afirmó que su padre se habría sentido halagado por la nueva versión de su trabajo original. El director Quentin Tarantino declaró preferir esta versión a la película original. La preferencia de Tarantino se debe a que percibe el remake como más realista.
El 24 de febrero de 2014, apareció una combinación de las versiones de Psicosis de Alfred Hitchcock y Van Sant en el sitio web de Steven Soderbergh. Retitulada Psychos y sin texto explicativo, la reedición parece ser una edición hace por Soderbergh de las dos películas. Los créditos iniciales entremezclan nombres de las versiones de 1960 y 1998, y se eliminó todo el color de las escenas de Van Sant con la excepción de la escena de la ducha.

## Psycho(franquicia)
- Psicosis (1960), dirigida por Alfred Hitchcock.
- Psicosis II (1983), secuela del primer film dirigida por Richard Franklin (no relacionada con la novela Psycho II).
- Psicosis III (1986), segunda secuela del primer film, dirigida por Anthony Perkins.
- Psicosis IV (1990)
- Bates Motel (1987), telefilme inicialmente propuesto como un piloto de televisión.
- Psicosis (1998), dirigida por Gus Van Sant, remake cuadro por cuadro (shot-for-shot) del film original de 1960.
- The Psycho Legacy (2010), documental sobre la serie de películas.
- Bates Motel (2013), reboot/precuela en forma de serie de televisión situado en el presente y en Oregón en lugar de California.